# Hůrka (Bojanov)
Hůrka je malá vesnice a část městyse Bojanov v okrese Chrudim. Nachází se asi jeden kilometr severně od Bojanova. Hůrka leží v katastrálním území Bojanov o výměře 6,09 km².

## Historie
První písemná zmínka o vesnici pochází z roku 1567.

## Galerie

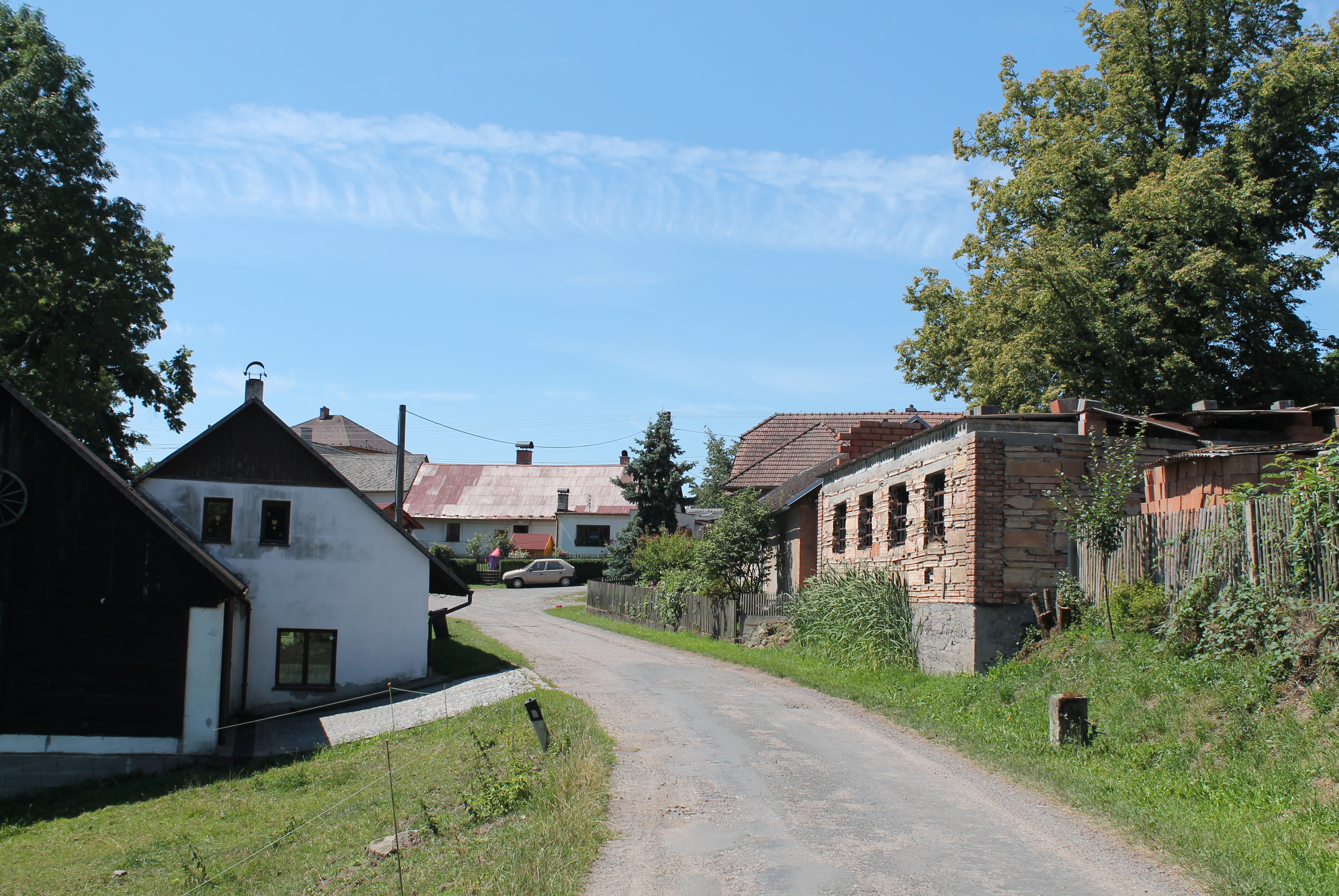
Příjezdová cesta do Hůrky
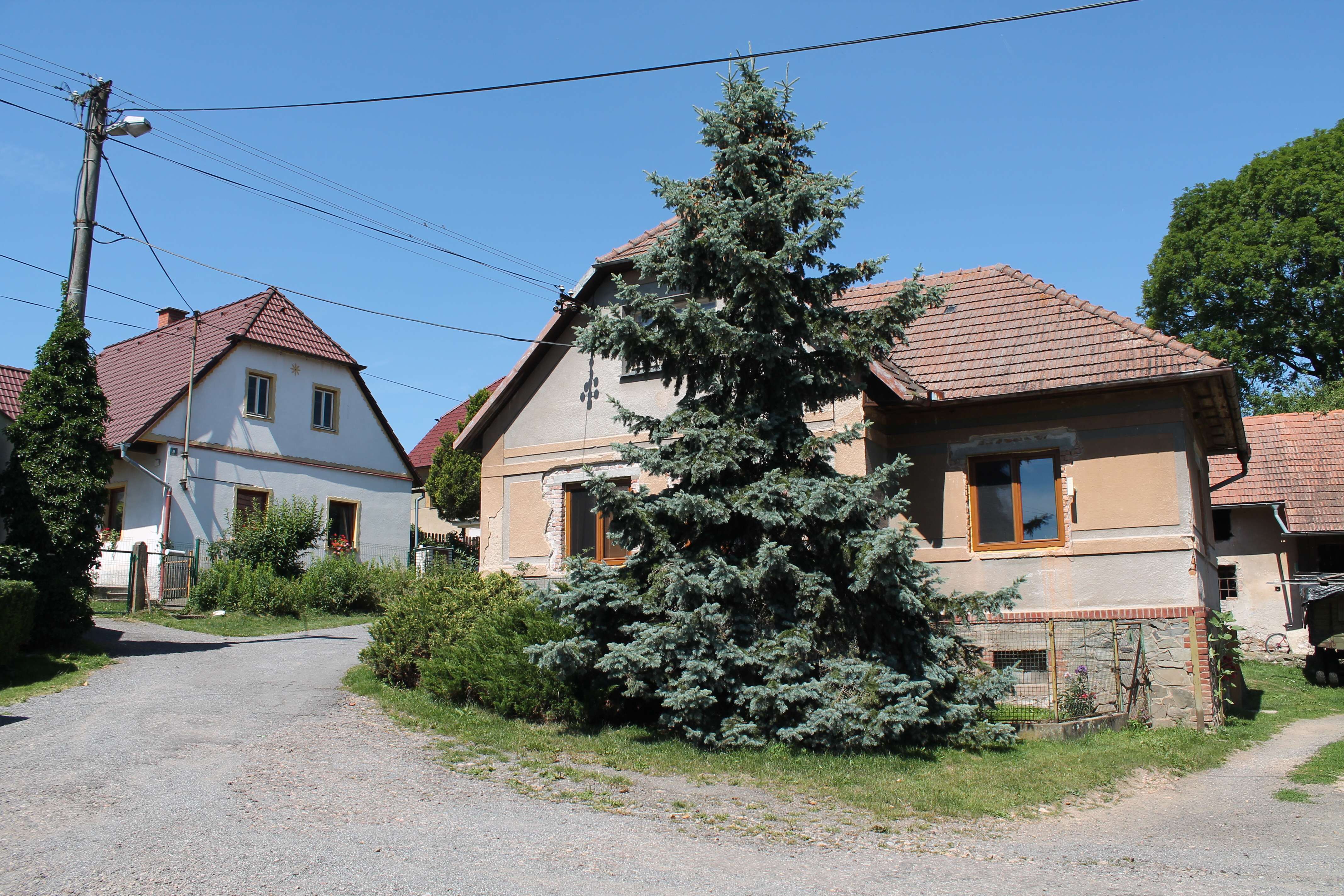
Západní část návsi
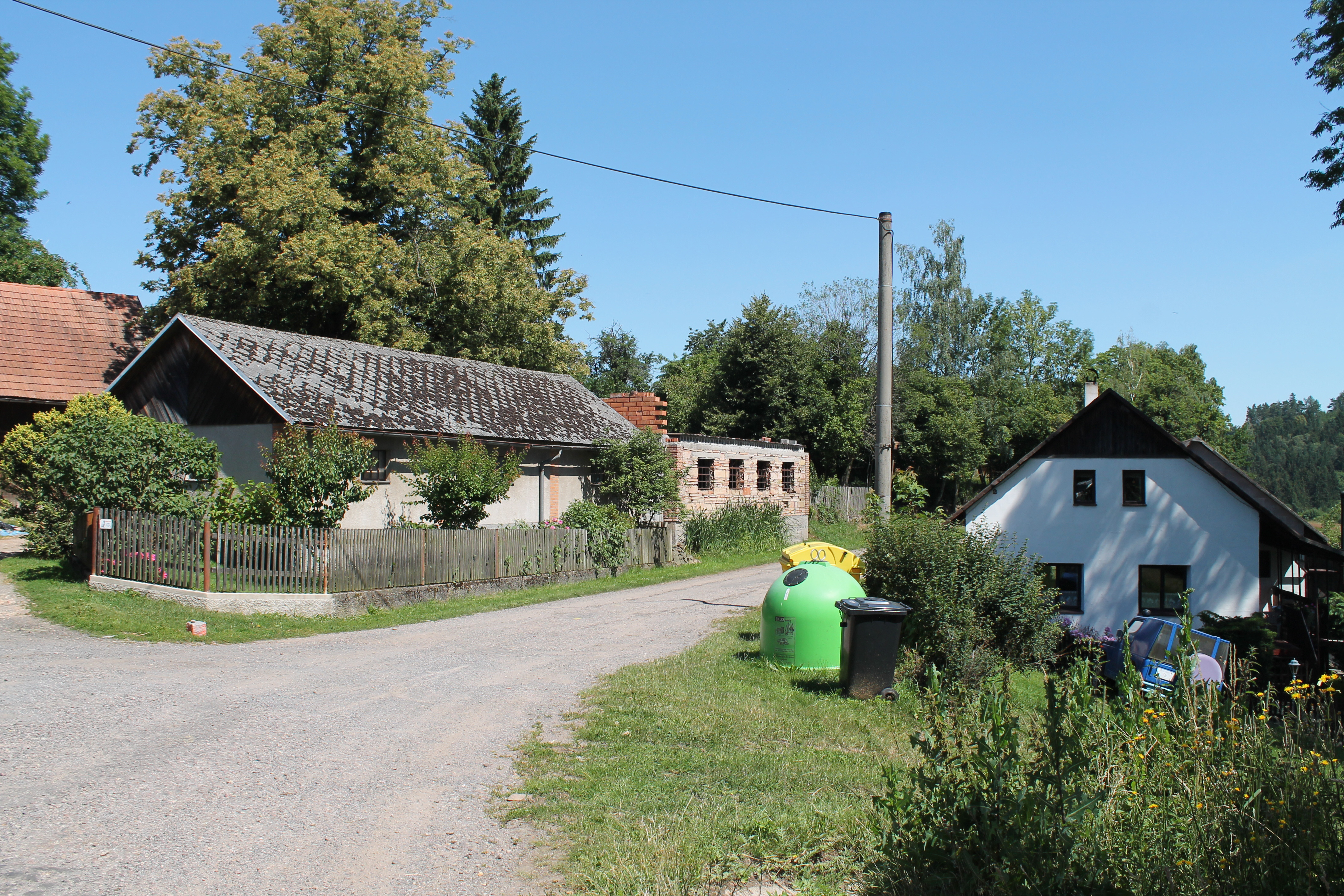
Severní část návsi
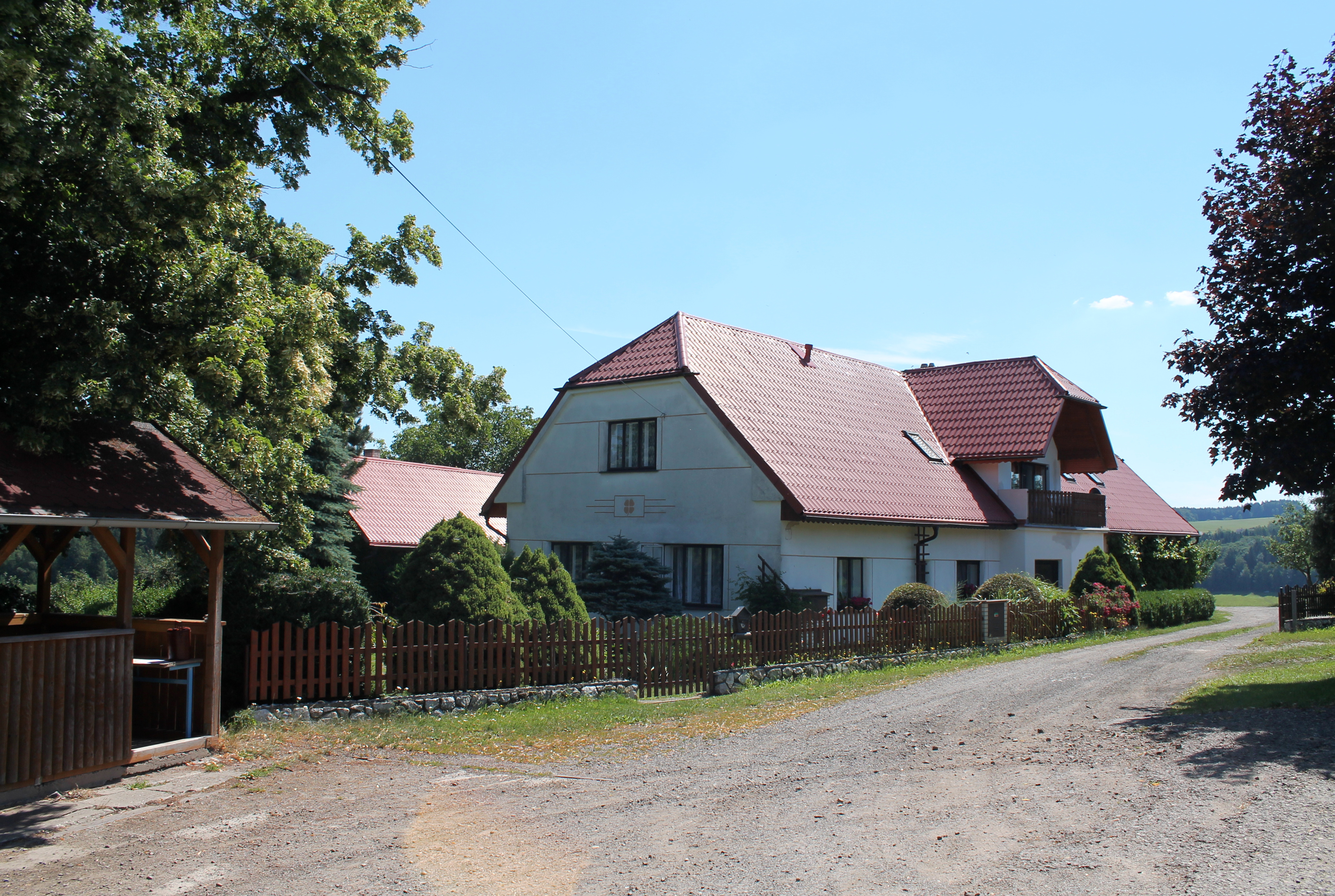
Dům čp. 1